# Renaniana mirissima
Renaniana mirissima är en stekelart som beskrevs av Girault 1931. Renaniana mirissima ingår i släktet Renaniana och familjen finglanssteklar. Inga underarter finns listade i Catalogue of Life.